# Saurauia uniflora
Saurauia uniflora är en tvåhjärtbladig växtart som beskrevs av Ridley. Saurauia uniflora ingår i släktet Saurauia och familjen Actinidiaceae. Inga underarter finns listade i Catalogue of Life.